# Saint-Martin-des-Combes

Saint-Martin-des-Combes este o comună în departamentul Dordogne din sud-vestul Franței. În 2009 avea o populație de 195 de locuitori.

## Evoluția populației
| An        | 1975 | 1982 | 1990 | 1999 | 2006 | 2009 |
| --------- | ---- | ---- | ---- | ---- | ---- | ---- |
| Populație | 132  | 134  | 151  | 180  | 193  | 195  |